# Blissia robusta
Blissia robusta är en urinsektsart som beskrevs av Fjellberg och Potapov 1998. Blissia robusta ingår i släktet Blissia och familjen Isotomidae. Inga underarter finns listade.